# Universidade do Algarve
A Universidade do Algarve (UAlg) é uma instituição de Ensino Superior localizado no Algarve, no Sul de Portugal.
É reconhecida pela excelência da investigação, pela qualidade do ensino e pelas relações estreitas que estabelece com a sociedade. Criada em 1979, a UAlg tem consolidado a sua oferta formativa, a sua capacidade de investigação e o seu potencial de transferência de conhecimento. Composta por três campi: Gambelas e Penha, em Faro, e um em Portimão, a Universidade do Algarve oferece mais de 150 cursos de formação inicial e pós-graduada. Conta atualmente com espaços amplos, infraestruturas e equipamentos que proporcionam excelentes condições de estudo, trabalho, investigação e socialização a uma população de cerca de 700 docentes e investigadores e 9 mil estudantes nas suas diversas áreas de formação: Artes, Comunicação e Património; Ciências Sociais e da Educação; Ciências e Tecnologias da Saúde; Ciências Exatas e Naturais; Economia, Gestão e Turismo; Engenharias e Tecnologias.

## Ensino

Campus de Portimão da Universidade do Algarve, em Dezembro de 2024.

Porque a internacionalização é encarada como um eixo estratégico, a UAlg aposta cada vez mais na mobilidade de estudantes, docentes e investigadores. É pioneira na oferta e coordenação de projetos de mobilidade em Portugal, em particular no programa Erasmus Mundus, que disponibiliza mestrados e doutoramentos em parceria com um alargado número de instituições de ensino superior. A internacionalização da UAlg é hoje visível nas ruas da cidade de Faro, que recebe anualmente cerca de 1700 alunos provenientes de mais de 84 nacionalidades. 
A investigação científica tem sido um fator fundamental para o desenvolvimento da Universidade, colocando-a numa trajetória de afirmação nacional e internacional. A excelência que preside às suas atividades de investigação e desenvolvimento traduz-se na densa rede de parcerias estabelecidas com universidades e instituições de I&D de todo o mundo, nos mais diversos domínios.
Situada no Sul de Portugal, numa região de clima mediterrânico procurada por milhares de turistas, a UAlg está sediada em Faro. A localização privilegiada junto ao Aeroporto Internacional de Faro e o grande número de novas rotas aéreas de ligação às principais cidades portuguesas (Porto e Lisboa), à Europa e ao Mundo, bem como as excelentes condições que, juntamente com a região, tem para oferecer, fazem com que, cada vez mais, a academia do Sul do país adquira um estatuto central e internacional.

## Escolas/Faculdades
- Faculdade de Ciências Humanas e Sociais (FCHS);
- Faculdade de Ciências e Tecnologia (FCT);
- Faculdade de Economia (FE);
- Faculdade de Medicina e Ciências Biomédicas (FMCB);
- Escola Superior de Educação e Comunicação (ESEC);
- Escola Superior de Gestão, Hotelaria e Turismo (ESGHT);
- Escola Superior de Saúde (ESS);
- Instituto Superior de Engenharia (ISE).